# Pécsudvard
Pécsudvard es un pueblo ubicado en el distrito de Pécs, en el condado de Baranya, Hungría.

## Superficie
Posee una superficie de 8,430 kilómetros cuadrados.

## Demografía
Hasta 2019 la población era de 798 habitantes, con una densidad de población de 94,66 habitantes por kilómetro cuadrado.